# Josep Maria Freixanet i Mayans
Josep Maria Freixanet i Mayans (Vic, Osona, 1 d'octubre de 1956) és un mestre i polític català, exdiputat al Parlament de Catalunya de la VII i VIII legislatures.

## Biografia
Es diplomà en magisteri per la Universitat de Barcelona. Ha treballat com a mestre al CEIP La Monjoia de Sant Bartomeu del Grau i al CEIP Joan XXIII dels Hostalets de Balenyà. Ha participat en escoles d'estiu, als programes europeus Comènius i Sòcrates, i en xerrades i taules rodones sobre immigració, educació intercultural i funció directiva docent.
És membre de la Unió Sindical de Treballadors de l'Ensenyament de Catalunya (USTEC), del Grup de Defensa del Ter (GDT), d'Òmnium Cultural i del Grup de Mestres d'Osona. El 1987 es va afiliar a ERC, partit pel qual fou escollit regidor de l'Ajuntament d'Olost (1995-2003) i alcalde durant 20 anys (2003-2023). També ha estat membre del Consell Comarcal d'Osona (1999-2003) i president del Consorci del Lluçanès. Fou elegit diputat a les eleccions al Parlament de Catalunya de 2003 i a les del 2006.